# Gerald Koocher
Gerald Paul Koocher (* 13. März 1947 in Cambridge, Massachusetts, USA) ist ein US-amerikanischer Psychologe.
Koocher erlangte 1968 einen Bachelor der Psychologie an der Universität Boston. Seinen Master- (1970) und Doktorgrad (1972) in klinischer Psychologie erwarb er an der Universität von Missouri in Columbia, USA. Von 1971 bis 2001, arbeitete er sich zum Leiter der Psychologie am Boston’s Children’s Hospital und Judge Baker Children’s Center hoch und lehrte als „associate professor“ an der Harvard Medical School. Seit Juni 2001 ist er Professor und Fakultätsleiter der School for Health Studies am Simmons College (Boston).
Er ist der einzige Psychologe in den USA, der am American Board of Professional Psychology fünf Spezialausbildungen absolvierte (klinische P., klinische Kinder/erwachsenen P., Familienpsychologie und Gesundheitspsychologie). Er ist Gründer und Herausgeber der Fachzeitung „Ethics & Behavior“ sowie Buchautor.
Im Jahr 2006 löste er Nicholas Cummings als Präsident der American Psychological Association (APA) ab. In diesem Amt fiel er dadurch auf, dass er im Gegensatz zur früheren Haltung der APA kein absoluter Gegner der Reorientierungstherapie ist. Koocher ist die freie Wahl des vollumfänglich informierten Patienten bei der Therapie, die der Therapeut unterstützen müsse – ob es sich um sexuelle Orientierung, oder anderes Verhalten oder eine Emotion sei. Er betonte aber auch, dass das in keiner Weise impliziere, dass Homosexualität eine mentale Störung sei.

## Schriften
- Gerald P. Koocher (Hrsg.): Children’s rights and the mental health professions. Wiley, New York 1976, ISBN 0-471-01736-1
- Patricia Keith-Spiegel und Gerald P. Koocher: Ethics in Psychology. Professional Standards and Cases. Erlbaum, Hillsdale, NJ [u. a.] 1985, ISBN 0-8058-2128-7
- Gerald P. Koocher und Patricia Keith-Spiegel: Children, Ethics, & the Law. Professional Issues and Cases. University of Nebraska Press, Lincoln [u. a.] 1990, ISBN 0-8032-4731-1
- Michael C. Roberts, Gerald P. Koocher, Donald K. Routh, Diane J. Willis (Hrsg.): Readings in Pediatric Psychology. Plenum Press, New York [u. a.] 1993, ISBN 0-306-44423-2
- Gerald P. Koocher: Whistleblowing And Scientific Misconduct. A Special Issue of Ethics & Behavior. Erlbaum, 1993, ISBN 0-8058-9986-3
- Gerald P. Koocher: Ethics in Cyberspace. Erlbaum, 1996, ISBN 0-8058-9891-3
- Gerald P. Koocher, John C. Norcross und Sam S. Hill (Hrsg.): Psychologists' Desk Reference. Oxford University Press, 1998, ISBN 0-19-511186-9
- Gerald P. Koocher (Hrsg.): Protection of Participants in Sensitive Social Research. A Special Issue of Ethics and Behavior. Erlbaum, 1998, ISBN 0-8058-9819-0
- Gerald P. Koocher: The Science And Politics of Recovered Memories. A Special Issue of Ethics And Behavior. Erlbaum, 1998, ISBN 0-8058-9825-5
- Steven N. Sparta und Gerald P. Koocher (Hrsg.): Forensic Mental Health Assessment of Children And Adolescents. Oxford University Press, Oxford [u. a.] 2006, ISBN 978-0-19-514584-7
- Kenneth S. Pope, Janet L. Sonne, Beverly Greene und Gerald P. Koocher: What therapists don't talk about and why. Understanding taboos that hurt us and our clients. American Psychological Assoc., Washington D. C. 2006, ISBN 978-1-59147-411-1